# Coppa dei Campioni del Golfo 2005
La Coppa dei Campioni del Golfo 2005 è la 21ª edizione della coppa a cui prendono parte 6 squadre da 6 federazioni provenienti da tutto il Golfo Persico.
La competizione è stata vinta dalla squadra del Kuwait, l'Al-Qadisiya Sports Club che si aggiudica la second edizione della coppa nella sua storia, dopo aver vinto il girone con un punto di vantaggio sui emiratini dell'Al-Wasl Sports Club.

## Squadre Partecipanti
- Al-Wasl
- Al-Ettifaq Club
- Al-Qadisiya
- Umm-Salal
- Muscat FC
- Bahrain Riffa Club

## Classifica Finale
| Team               | Pts | Pld | W | D | L | GF | GA | GD |
| ------------------ | --- | --- | - | - | - | -- | -- | -- |
| Al-Qadisiya        | 10  | 5   | 3 | 1 | 1 | 6  | 4  | +2 |
| Al-Wasl            | 9   | 5   | 3 | 0 | 2 | 8  | 5  | +3 |
| Muscat FC          | 9   | 5   | 2 | 3 | 0 | 4  | 2  | +2 |
| Bahrain Riffa Club | 7   | 5   | 2 | 1 | 2 | 5  | 5  | 0  |
| Umm-Salal          | 4   | 5   | 1 | 1 | 3 | 6  | 9  | −3 |
| Al-Ettifaq Club    | 2   | 5   | 0 | 2 | 3 | 3  | 7  | −4 |

Tutte le partite vennero giocate in Kuwait.
| Sept 16, 2005 | Al Qadisia | 3–1 | Umm Salal  |
| Sept 17, 2005 | Al-Ittifaq | 2–2 | Muscat     |
| Sept 17, 2005 | Riffa      | 3–0 | Al Wasl    |
| Sept 19, 2005 | Umm Salal  | 1–4 | Al Wasl    |
| Sept 19, 2005 | Al Qadisia | 2–1 | Al-Ittifaq |
| Sept 20, 2005 | Muscat     | 0–0 | Riffa      |
| Sept 21, 2005 | Al Qadisia | 0–2 | Al Wasl    |
| Sept 22, 2005 | Riffa      | 1–0 | Al-Ittifaq |
| Sept 22, 2005 | Muscat     | 1–0 | Al Wasl    |
| Sept 25, 2005 | Umm Salal  | 0–0 | Al-Ittifaq |
| Sept 25, 2005 | Muscat     | 1–0 | Al Wasl    |
| Sept 26, 2005 | Al Qadisia | 1–0 | Riffa      |
| Sept 26, 2005 | Al-Ittifaq | 0–2 | Al Wasl    |
| Sept 27, 2005 | Riffa      | 1–4 | Umm Salal  |
| Sept 27, 2005 | Al Qadisia | 0–0 | Muscat     |